# Baltasar Rodríguez-Salinas Palero
Baltasar Rodríguez-Salinas Palero (Alcalá de Henares, 30 de diciembre de 1925 - Madrid, 14 de febrero de 2007) fue un matemático español.

## Biografía
En 1942, con 17 años, publicó su primer artículo en la Revista Euclides. En 1948 se licenció en matemáticas en la Universidad Central de Madrid. Realizó una estancia de investigación en Florencia (Italia) bajo la dirección de Giovanni Sansone para especializarse en análisis matemático, del que fue uno de sus impulsores en España, y en 1952 se doctoró en matemáticas con la tesis Sobre la ecuación diferencial bajo la dirección de Tomás Rodríguez Bachiller..
Después de ingresar en el Cuerpo de Ingenieros Geógrafos, en 1954 obtuvo la cátedra de análisis matemático de la Universidad de Zaragoza, donde fue director del departamento de teoría de funciones. En 1970 pasó a la misma cátedra en la Universidad Complutense de Madrid, siendo decano de la Facultad de Ciencias Matemáticas. Desde 1991 fue catedrático emérito. Dirigió la Sección de Análisis Matemático del Instituto Jorge Juan de Matemáticas del Consejo Superior de Investigaciones Científicas .
Trabajó en ecuaciones diferenciales, teoría de la aproximación de Pierre-Simon Laplace, extensión de aplicaciones lineales, teoría de la medida y de la integración, análisis complejo y análisis funcional.
De 1965 a 1974 fue académico de la Real Academia de Ciencias Exactas, Físicas, Químicas y Naturales de Zaragoza, en 1976 fue académico correspondiente de la Academia de las Ciencias de Lisboa y en 1975 fue elegido académico de número de la Real Academia de Ciencias Exactas, Físicas y Naturales, en la que ingresó con el discurso Medidas en espacios topológicos. También fue socio de la Unione Matematica Italiana y consejero adjunto del Patronato Alfonso X el Sabio del CSIC .